# Museo Arqueológico de Istmia
El Museo Arqueológico de Istmia es un museo de Grecia próximo al sitio arqueológico de Istmia, ubicado en la región de Corintia. 
Este museo arqueológico fue construido en 1970, bajo la dirección del arquitecto Pavlos Mylonas, e inaugurado en 1978. Entre 2005 y 2007 se reelaboró la exposición del museo.

## Colecciones
El museo contiene una colección de objetos procedentes del santuario de Poseidón de Istmia, del heroon de Palemón, de un asentamiento en Rají del periodo helenístico y del antiguo puerto de Céncreas.
En la antesala del museo hay una serie de esculturas y columnas honoríficas, entre otros objetos, así como información sobre la historia de las excavaciones y material fotográfico. 
La sala de exposición principal está dividida en dos secciones, centradas una de ellas en el santuario de Poseidón y su área circundante y la otra en el puerto de Céncreas. 
A su vez, la primera sección se subdivide en diversas unidades temáticas: las ofrendas votivas (figurillas, armaduras, piezas de cerámica, trípodes de bronce, entre otras), los elementos arquitectónicos y escultóricos del templo de Poseidón, los Juegos Ístmicos, el heroon de Palemón, el teatro y las cuevas sagradas, el comercio, el asentamiento helenístico de Rají —ubicado en la cima de una colina que hay al sur del yacimiento de Istmia—, otros templos del santuario —como el de Deméter y Coré, el de Dioniso y otros, del mismo área del santuario—, las necrópolis —que incluyen algunas prehistóricas—, la muralla de Hexamilion y las termas romanas.
Entre los objetos singulares más llamativos se encuentra un perirranterio de época arcaica. 
La sección del puerto de Céncreas incluye hallazgos de las excavaciones de este lugar, algunas de ellas submarinas. Destacan una serie de placas decorativas de vidrio (opus sectile) del siglo IV, una puerta de madera del templo de Isis y otros objetos procedentes de una necrópolis de época romana.
| |
| Recipiente del periodo heládico antiguo, que procede de una necrópolis del área de la antigua Esquinunte. |

|                                                              |
| Figurillas micénicas procedentes de la necrópolis de Yíriza. |

|                                                                       |
| Piezas del periodo clásico procedentes de la necrópolis de Posidonia. |